# 24639 Mukhametdinov
24639 Mukhametdinov este un asteroid din centura principală de asteroizi.

## Descriere
24639 Mukhametdinov este un asteroid din centura principală de asteroizi. A fost descoperit pe 20 octombrie 1982 la Observatorul de Astrofizică din Crimeea de Liudmila Karacikina. Asteroidul prezintă o orbită caracterizată de o semiaxă mare de 2,54 ua, o excentricitate de 0,16 și o înclinație de 8,1° în raport cu ecliptica.